# Geneviève de Brabant (film, 1907)
Geneviève de Brabant je francouzský němý film z roku 1907. Film trvá zhruba 11 minut. Film měl premiéru 12. července 1907.
Jedná se o první film, ve kterém se objevila středověká legendární postava Geneviève de Brabant.

## Děj
Historické drama je pojednáno ve dvanácti obrazech. Siffroy odjíždí do války a nechává svou ženu Geneviève a své dítě na hradě v péči svého správce Gola. Ale jakmile je Siffroy pryč, Golo si začne Geneviève namlouvat. Ta ale odmítne, proto Golo nařídí svým mužům, aby ji šli popravit do lesa. Muži odvedou Geneviève do lesa, ale nedokážou zavraždit ženu a její dítě a tak je v lese ponechají svému osudu. Geneviève a její dítě najdou útočiště v jeskyni, kde je laň s mládětem.